# Lannem Silje
Lannem Silje, född 23 juni 2010, är en norsk kallblodig travhäst. Hon tävlade mellan 2013 och 2015 samt 2018, och sprang under tävlingskarriären in 6,8 miljoner norska kronor på 53 starter varav 46 segrar. Hon tränades av den norska travtränaren Ola M. Skrugstad och kördes av Tor Wollebaek. Fram till maj 2018 var hon aldrig sämre än trea i något travlopp. Hon fyller år på samma dag som sin farfar Järvsöfaks.

## Karriär

### Säsongen 2013
Lannem Silje gjorde sin första start på Bjerke Travbane den 22 februari 2013, i ett lopp där hon slutade på andraplats. Efter debutloppet radade Lannem Silje upp 30 raka segrar, och begreppet Super Silje började myntas. Lannem Silje brukar ofta vara överlägsen sina konkurrenter, även hingstarna.
Sin första storloppsseger tog hon den 18 augusti 2013 i Svenskt Kallblodskriterium på Dannero travbana, där hon vann loppet med 6 längder. Segern var värd 600 000 kr. Under säsongen 2013 segrade hon även i storloppen Norskt Kallblodskriterium, Norsk Oaks och Biri oppdretningsløp.

### Säsongen 2014
Första starten 2014 blev den 5 februari på Bjerke Travbane, i ett lopp som hon vann med flera längder. En månad senare vann hon efter galopp H.M. Kongens pokal på Bjerke Travbane. Segermarginalen var även här flera längder. Den 1 augusti 2014 segrade hon i Svenskt Kallblodsderby på Östersundstravet. Segern var värd 700 000 kr. I samma lopp slog hon även nytt svenskt rekord för 4-åriga utländska ston över distansen 2140 meter (autostart), då hennes segertid blev 1.23,1.
Säsongen 2014 segrade Lannem Silje även i Norskt Kallblodsderby, där segern var värd 750 000 norska kronor.

### Säsongen 2015
2015 deltog Lannem Silje i Elitkampen på Solvalla under Elitloppshelgen, där hon mötte bland andra Månprinsen A.M. och Tekno Odin. Hon vann loppet med 1,5 längd före Månprinsen A.M., och tog sin 35:e seger i karriären. Segertiden 1.18,8 (autostart) var nytt svenskt rekord för ett utländskt kallblodssto.
I oktober 2015 drabbades Lannem Silje av en gaffelbandsskada och tvingades ta en paus från tävlingskarriären, och istället verka i avel. Hennes första föl föddes 2017, och fick namnet Lannem Stina.

### Säsongen 2018
Den 26 januari 2018 gjorde Lannem Silje comeback på Biri Travbane i ett kvallopp, där hon vann med ca ett upplopp före sina konkurrenter.
Den 6 april meddelade tränare Ola M. Skrugstad att Lannem Silje slutar att tävla, och kommer istället vara verksam i avel framöver. Skrugstad sa själv att Lannem Silje markerade tydligt att hon inte vill tävla mer.

#### Comeback
Under våren 2018 visade det sig att Lannem Silje haft magsår, vilket hon även behandlades för. Den 29 april aviserade kretsen kring Lannem Silje att hon ska göra comeback på Biri travbane den 6 maj. I comebacken slutade hon på en andra plats, bakom Odd Herakles.
Den 27 maj 2018 startade Lannem Silje i Elitkampen på Solvalla under Elitloppshelgen. Hon slutade på sjätte plats i loppet, vilket var första gången som hon varit sämre än trea i något travlopp.

### Som avelssto
Efter gaffelbandsskadan 2015 tvingades Lannem Silje ta en paus från tävlingskarriären, och istället verka i avel. Hennes första föl föddes under 2017, och fick namnet Lannem Stina. Hon har även blivit mor till Lannem Stella (född 2019, e. Tekno Odin) och Lannem Selma (född 2020, e. Tekno Odin).

## Stamtavla
| Efter Åsajerven 2002    | Järvsöfaks 1994   | Trollfaks     | Troll Jahn  |
| Efter Åsajerven 2002    | Järvsöfaks 1994   | Trollfaks     | Reitlisa    |
| Efter Åsajerven 2002    | Järvsöfaks 1994   | Järvsö Anna   | Lapp Nils   |
| Efter Åsajerven 2002    | Järvsöfaks 1994   | Järvsö Anna   | Vinjänta    |
| Efter Åsajerven 2002    | Sindy Vinter 1992 | Atom Vinter   | Alm Rigel   |
| Efter Åsajerven 2002    | Sindy Vinter 1992 | Atom Vinter   | Åslill      |
| Efter Åsajerven 2002    | Sindy Vinter 1992 | Norheim Sindy | Jahn Sjur   |
| Efter Åsajerven 2002    | Sindy Vinter 1992 | Norheim Sindy | Stöva       |
| Undan Lannem Sjura 1990 | Elding 1983       | Rappfot       | Granvar     |
| Undan Lannem Sjura 1990 | Elding 1983       | Rappfot       | Stjernefrid |
| Undan Lannem Sjura 1990 | Elding 1983       | Elnett        | Jerker      |
| Undan Lannem Sjura 1990 | Elding 1983       | Elnett        | Tyra        |
| Undan Lannem Sjura 1990 | Sjurpila 1980     | Pilmin        | Jahn Piril  |
| Undan Lannem Sjura 1990 | Sjurpila 1980     | Pilmin        | Mindi       |
| Undan Lannem Sjura 1990 | Sjurpila 1980     | Sjuvinni      | Sjur        |
| Undan Lannem Sjura 1990 | Sjurpila 1980     | Sjuvinni      | Seier Unni  |